# Gladstone, Oregon
Gladstone är en ort i Clackamas County, Oregon, USA.